# Кікапу-Сайт-Сікс (Канзас)
Кікапу-Сайт-Сікс (англ. Kickapoo Site 6) — переписна місцевість (CDP) в США, в окрузі Браун штату Канзас. Населення — 13 осіб (2020).

## Географія
Кікапу-Сайт-Сікс розташований за координатами 39°41′30″ пн. ш. 95°41′26″ зх. д. / 39.69167° пн. ш. 95.69056° зх. д. (39.691751, -95.690494).  За даними Бюро перепису населення США в 2010 році переписна місцевість мала площу 0,80 км², уся площа — суходіл.

## Демографія
Згідно з переписом 2010 року, у переписній місцевості мешкало 15 осіб у 5 домогосподарствах у складі 3 родин. Густота населення становила 19 осіб/км².  Було 5 помешкань (6/км²).
Расовий склад населення:
| - 73,3 % — корінних американців - 26,7 % — білих |

До двох чи більше рас належало 0,0 %. Частка іспаномовних становила 0,0 % від усіх жителів.
За віковим діапазоном населення розподілялося таким чином: 40,0 % — особи молодші 18 років, 53,3 % — особи у віці 18—64 років, 6,7 % — особи у віці 65 років та старші. Медіана віку мешканця становила 24,5 року. На 100 осіб жіночої статі у переписній місцевості припадало 114,3 чоловіків;  на 100 жінок у віці від 18 років та старших — 125,0 чоловіків також старших 18 років.
Цивільне працевлаштоване населення становило 8 осіб. Основні галузі зайнятості: роздрібна торгівля — 37,5 %, мистецтво, розваги та відпочинок — 37,5 %.